# بی‌بی‌سی (عامیانه جنسی)
به معنی کیر بزرگ سیاه (به انگلیسی: BIG BLACK COCK) که معمولاً به BBC خلاصه می‌شود، یک زبان عامیانه جنسی و ژانر پورنوگرافی قومیتی است که بر مردان سیاه‌پوست با آلت تناسلی بزرگ تمرکز دارد. این موضوع هم در پورنوگرافی صریح و پورنوگرافی گی یافت می‌شود.

## شرح
این نام به کلیشه مردان سیاه پوست با آلت تناسلی بزرگ اشاره دارد و توسط برخی از منتقدان به عنوان مردان سیاهپوست حیوانی و تهاجمی توصیف شده است. استناد معمولاً در تبلیغ پورنوگرافی با حضور یک مجری مرد سیاه پوست و یک مجری زن سفیدپوست یا آسیایی مورد استفاده قرار می گیرد.
این کلیشه در رسانه‌های همجنس‌گرا، دوجنس‌گرا و مستقیم ظاهر می‌شود،  با مخفف «بی‌بی‌سی» نیز «در میان مردان همجنس‌گرا در سایت‌های دوستیابی، در هرزه‌نگاری، و در دیگر فضاهای جنسی همجنس‌گرایان رایج است. استفاده از آن فراتر از اندازه آلت تناسلی است. به گفته محقق مطالعات جنسی، لوگان دی تروون، تعدادی از ویژگی‌های جنسی را در بر می‌گیرد که مردان سیاه‌پوست را به عنوان شرکای جنسی ارزشمند معرفی می‌کند.  این اصطلاح در ارتباط با فتیشیسم فاخته نیز ظاهر می شود.